# 従属選択公理
数学において、従属選択公理(英語: axiom of dependent choice; DCと略される)とは、選択公理(AC)の弱い形で、しかし実解析の大部分を行うのに十分な公理である。これはパウル・ベルナイスによって1942年の、解析学を実行するのに必要な集合論的公理を検討する逆数学の論文で導入された。

## 形式的な言明
まず、{\displaystyle R} on {\displaystyle X} 上の二項関係 {\displaystyle R} が全域関係であるとは、任意の {\displaystyle a\in X,} に対してある {\displaystyle b\in X} が存在して {\displaystyle a\,R~b} が成り立つことである。
従属選択公理とは、次の言明である:
従属選択公理 ― 任意の空でない集合 {\displaystyle X} とその上の全域二項関係 {\displaystyle R} に対して、列 {\displaystyle (x_{n})_{n\in \mathbb {N} }} を全ての {\displaystyle n\in \mathbb {N} } に対して {\displaystyle x_{n}\,R~x_{n+1}} であるように取れる。
実のところ、x0 は X の好きな元を選ぶことができる。(これを見るには、x0 から始められる {\displaystyle R} の有限鎖全体を考え、その中に右が左の延長であるという二項関係を考えてそこに従属選択公理を適用すれば有限鎖の無限列ができるので、それの和を取ればよい。)
上での集合 {\displaystyle X} を実数全体の集合に制限したものを {\displaystyle DC_{\mathbb {R} }} で表す。

## 使用例
このような公理が無いとしても、各 {\displaystyle n} について普通の帰納法によって最初の {\displaystyle n} 項を有限列としてとることはできる。従属選択公理が主張しているのは、その極限であるような可算無限列が取れるということである。
公理 DC はACの断片であって、超限帰納法の各ステップで選択をする必要があって、それまでの選択に独立した選択ができない場合に、可算長の列を構成するのに必要である。

## 同値な命題
ツェルメロ＝フレンケル集合論 ZF において、DC は完備距離空間のベールのカテゴリー定理と同値である。
また、ZF 上で下方レーヴェンハイム–スコーレムの定理(の一定の制限がされたバージョン)と同値でもある。
DCは ZF上で高さ {\displaystyle \omega } の pruned tree には枝があるということとも同値である。
さらに、DCはツォルンの補題の弱い形と同値である; 具体的には DCは全ての整列された鎖が有限で有界であるような半順序は必ず極大元を持つという命題と同値である。

## 他の公理との関連
完全な ACと違って、DCは(ZFの下で) 実数の不可測集合やベールの性質を持たない集合や perfect set property を持たない集合の存在を証明するのに不十分である。これはソロヴェイモデルにおいては ZF+DCが成り立ちながら実数の集合が全てルベーグ可測でベールの性質を持ち perfect set property を持つからである。
従属選択公理は可算選択公理を導き、それより真に強い公理である。
従属選択公理の一般化としてさらに長い超限列の生成を認めるものを考えることができる。
公理{\displaystyle \mathrm {DC} (\aleph _{\alpha })} ― 関係{\displaystyle R\subset {\mathcal {P}}(X)\times X}が、{\displaystyle X}の部分集合{\displaystyle Y}が、{\displaystyle \vert Y\vert <\aleph _{\alpha }}ならばある{\displaystyle x\in X}が存在して{\displaystyle Y\mathrel {R} x}とできるとする。このとき、関数{\displaystyle f\colon \aleph _{\alpha }\to X}で、{\displaystyle (\forall \beta <\aleph _{\alpha })[\{f(\gamma )\vert \gamma <\beta \}Rf(\beta )]}をみたすものが存在する
この記法を採用すると、可算選択公理は実はDC(ω)と同値であり、実際に一般化になっていることがわかり、全ての順序数について上の命題が成立すると仮定すると選択公理が導ける。
定理(ZF) ― 「任意の順序数{\displaystyle \alpha }について{\displaystyle \mathrm {DC} (\aleph _{\alpha })}」{\displaystyle \Longleftrightarrow \mathrm {AC} }